# Танагра-медоїд лазурова
Танагра-медоїд лазурова (Cyanerpes lucidus) — вид горобцеподібних птахів родини саякових (Thraupidae). Мешкає в Амазонії і на Гвіанському нагір'ї.

## Опис

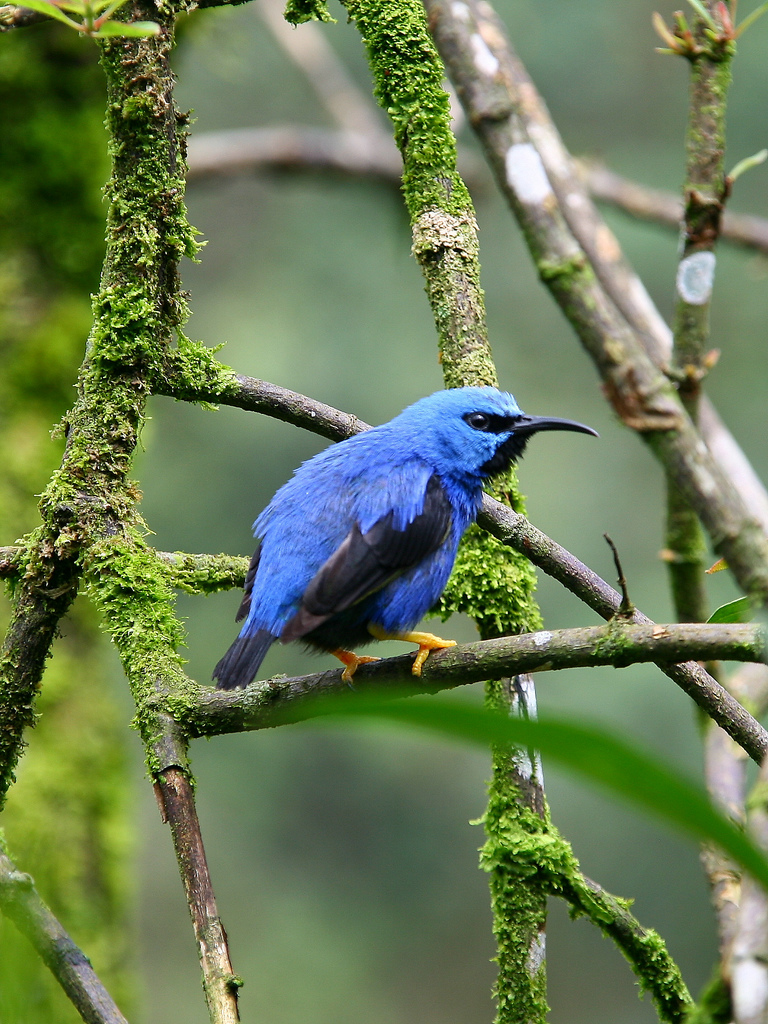
Самець лазурової танагри-медоїда

Довжина птаха становить 10-11 см, вага 10-11 г. виду притаманний статевий диморфізм. Самці мають переважно індигово-синє забарвлення, крила і хвіст у них чорні, на обличчі чорна "маска", горло чорне. Дзьоб чорний, дещо вигнутий, лапи яскраво-жовті. У самиць верхня частина тіла зелена, голова у них синьо-зелена, хвіст темний. Горло охристе, з боків окаймлене блакитними "вусами", верхня частина грудей блакитна, решта нижньої частини тіла білувата, поцяткована нечіткими зеленими смужками. Хабарвлення молодих птахів є подібне до забарвлення самиць, однак голова і груди у них більш сині.

## Підвиди
Виділяють два підвиди:
- C. l. lucidus (Sclater, PL & Salvin, 1859) — від південної Мексики до північно-східного Нікарагуа;
- C. l. isthmicus Bangs, 1907 — від Коста-Рики до північно-західної Колумбії.

## Поширення і екологія
Лазурові танагри-медоїди мешкають в Мексиці, Гватемалі, Белізі, Гондурасі, Нікарагуа, Коста-Риці, Панамі і Колумбії. Вони живуть в кронах вологих рівнинних і гірських тропічних лісів та на узліссях. Зустрічаються парами або невеликими зграйками, на висоті до 1600 м над рівнем моря. Іноді приєднуються до змішаних зграй птахів. Живляться плодами, ягодами, комахами та іншими безхребетними, а також нектаром. Сезон розмноження триває з квітня по вересень. Гніздо невелике, чашоподібне. В кладці 2 білих яйця, поцяткованих коричневими плямками. Інкубаційний період триває 12-13 днів, пташенята покидають гніздо через 2 тижні після вилуплення.